# Berenike (Mutter Agrippas)
Berenike (* nach 33 v. Chr. in Jerusalem; † vor 23 n. Chr. in Rom), die Mutter des jüdischen Königs Agrippa I., war eine Nichte von Herodes dem Großen und die Großmutter der gleichnamigen Geliebten des römischen Kaisers Titus.

## Herkunft
Berenikes Eltern (Heirat: um 34/33 v. Chr.) waren – wie der jüdische Geschichtsschreiber Flavius Josephus berichtet – Salome, die einflussreiche Schwester Herodes des Großen, und Kostobaros, der zweite Ehemann der Salome. Kostobaros wurde, nachdem Salome sich von ihm abgewandt hatte, 28/27 v. Chr. wegen angeblicher Beteiligung an einer umstürzlerischen Verschwörung von Herodes hingerichtet.

## Ehe mit Aristobulos
Berenike heiratete um 18/17 v. Chr. (etwa 15- bis 16-jährig) ihren Vetter Aristobulos, einen der Söhne von Herodes dem Großen und Mariamne I. Aus der Ehe gingen die folgenden Kinder hervor: Agrippa, Herodes, Mariamne und Herodias. Agrippa wurde später als Agrippa I. König von Judäa, Herodes König von Chalkis. Mariamne wurde mit ihrem Onkel Archelaos verheiratet, einem Sohn Herodes des Großen. Er wurde nach dem Tode seines Vaters von Kaiser Augustus als Haupterbe zum Ethnarchen von Judäa ernannt. Herodias war in zweiter Ehe die Ehefrau des auch im Neuen Testament erwähnten Tetrarchen Herodes Antipas. Sie soll auch die Hauptbetreiberin der Enthauptung Johannes des Täufers gewesen sein.
Berenikes Ehe mit dem Prinzen Aristobulos, in dessen Adern das Blut der Hasmonäer-Könige floss, soll – wie Flavius Josephus erzählt – sehr unter dem Adelshochmut des Aristobulos gelitten haben, der auf seine Gattin und den idumäischen Zweig der Familie verächtlich herabsah. Berenike berichtete diese Einzelheiten ihres Ehelebens offenbar getreulich ihrer Mutter Salome, die dadurch einen Groll gegen ihren Schwiegersohn entwickelte und aus dieser Motivation heraus tatkräftig die Intrigen des ältesten Sohnes des Herodes, Antipater, gegen Aristobulos unterstützte, die auf dessen Sturz abzielten. Infolge dieser Intrigen wurde Berenikes Ehemann Aristobulos wie sein Bruder Alexander wegen angeblicher Umsturzpläne 7 v. Chr. von seinem eigenen Vater angeklagt und schließlich hingerichtet.

## Ehe mit Theudion
In zweiter Ehe verband sich Berenike 6 v. Chr. mit Theudion, der ein Bruder der Doris, der ersten Frau Herodes des Großen, und damit ein Onkel mütterlicherseits des Antipater war, des ältesten Sohnes des Herodes. Antipater stand damals an erster Stelle in der Reihe der möglichen Thronfolger. Berenike verlor aber nach kurzem auch diesen zweiten Ehemann, da Theudion mit einer Verschwörung des Antipater gegen seinen Vater Herodes in Verbindung gebracht und durch dessen Sturz mitgerissen wurde. Flavius Josephus schweigt zum genauen Strafmaß, man muss aber annehmen, dass Theudion, wie Antipater, 5 v. Chr. hingerichtet wurde.

## Übersiedlung nach Rom
Nach dem Tode Herodes des Großen 4 v. Chr. begleitete die Witwe Berenike, nunmehr etwa 29- bis 30-jährig, gemeinsam mit ihrer Mutter Salome den Ehemann ihrer Tochter Mariamne, den zum Nachfolger des Herodes bestimmten Archelaos, nach Rom, wo dieser Kaiser Augustus um eine Bestätigung seiner Erbansprüche bat und vom Kaiser zum Ethnarchen von Judäa ernannt wurde.
Berenike kehrte daraufhin nicht wieder nach Judäa zurück, sondern ließ sich ganz in Rom nieder, wo sie die Gunst des kaiserlichen Hofes genoss. Hier wuchs auch ihr Sohn Agrippa I. auf, der zusammen mit Drusus dem Jüngeren, dem Sohn des Tiberius, sowie dem späteren Kaiser Claudius erzogen wurde und so schon früh einflussreiche Kontakte zum Kaiserhof knüpfen und pflegen konnte. Berenike freundete sich insbesondere mit Antonia an, der Frau des älteren Drusus.

## Tod
Berenikes genaues Todesdatum ist nicht bekannt. Sie dürfte vor 23 n. Chr. gestorben sein, denn Flavius Josephus berichtet, dass ihr Sohn Agrippa I. es erst nach ihrem Tode wagte, sich seiner Verschwendungssucht ganz hinzugeben, wobei er durch den 23 n. Chr. erfolgten Tod des Drusus den Zugang zu Kaiser Tiberius verlor, der aus Kummer keine Freunde seines verstorbenen Sohnes sehen wollte. Antonias Zuneigung zu Berenike bewährte sich aber selbst nach ihrem Tode in Form der großzügigen finanziellen Unterstützung, die Antonia dem hochverschuldeten Agrippa zukommen ließ und die diesen 36 n. Chr. vor dem Bankrott rettete.